# شن‌کش یونجه

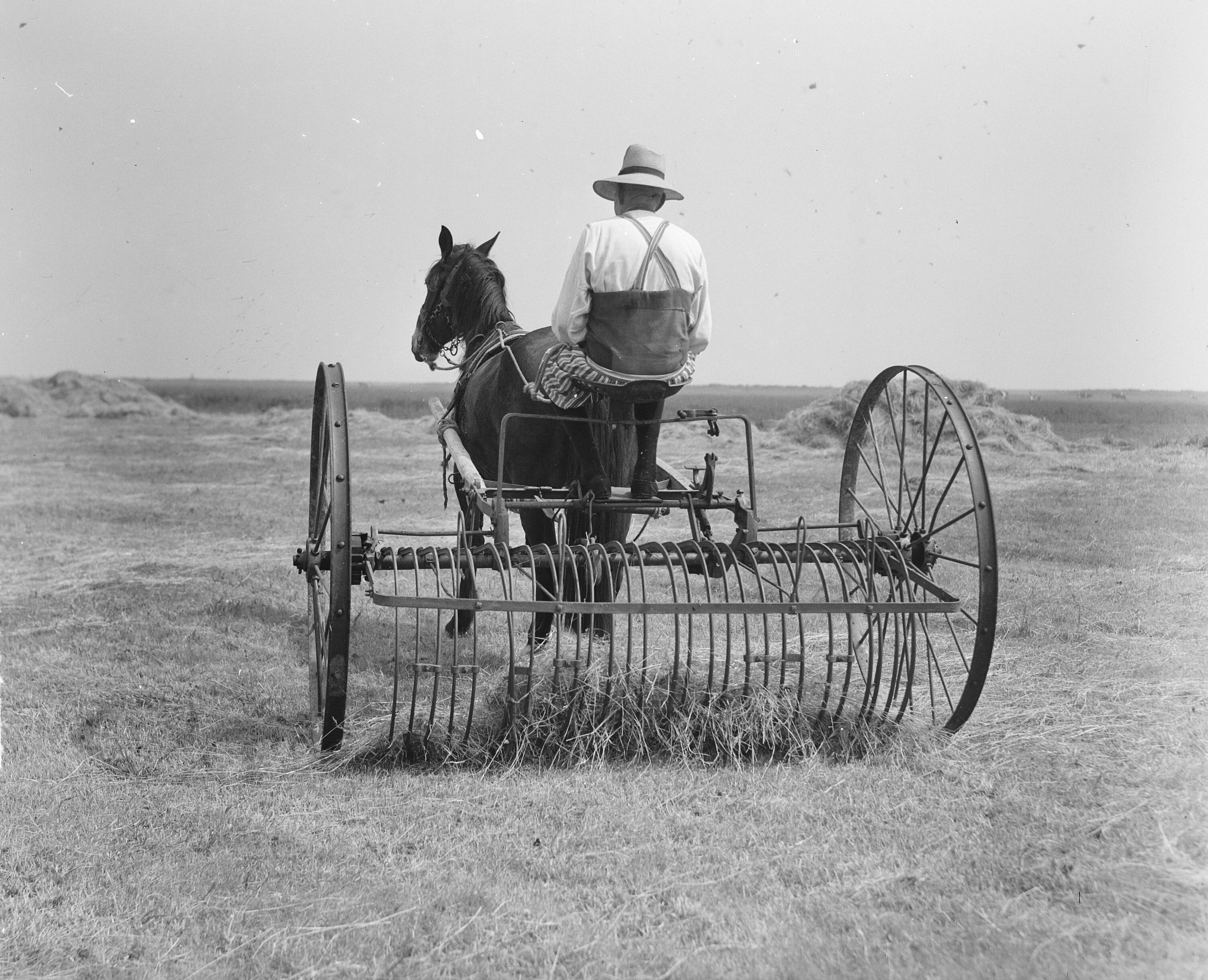
شن‌کش انداختن

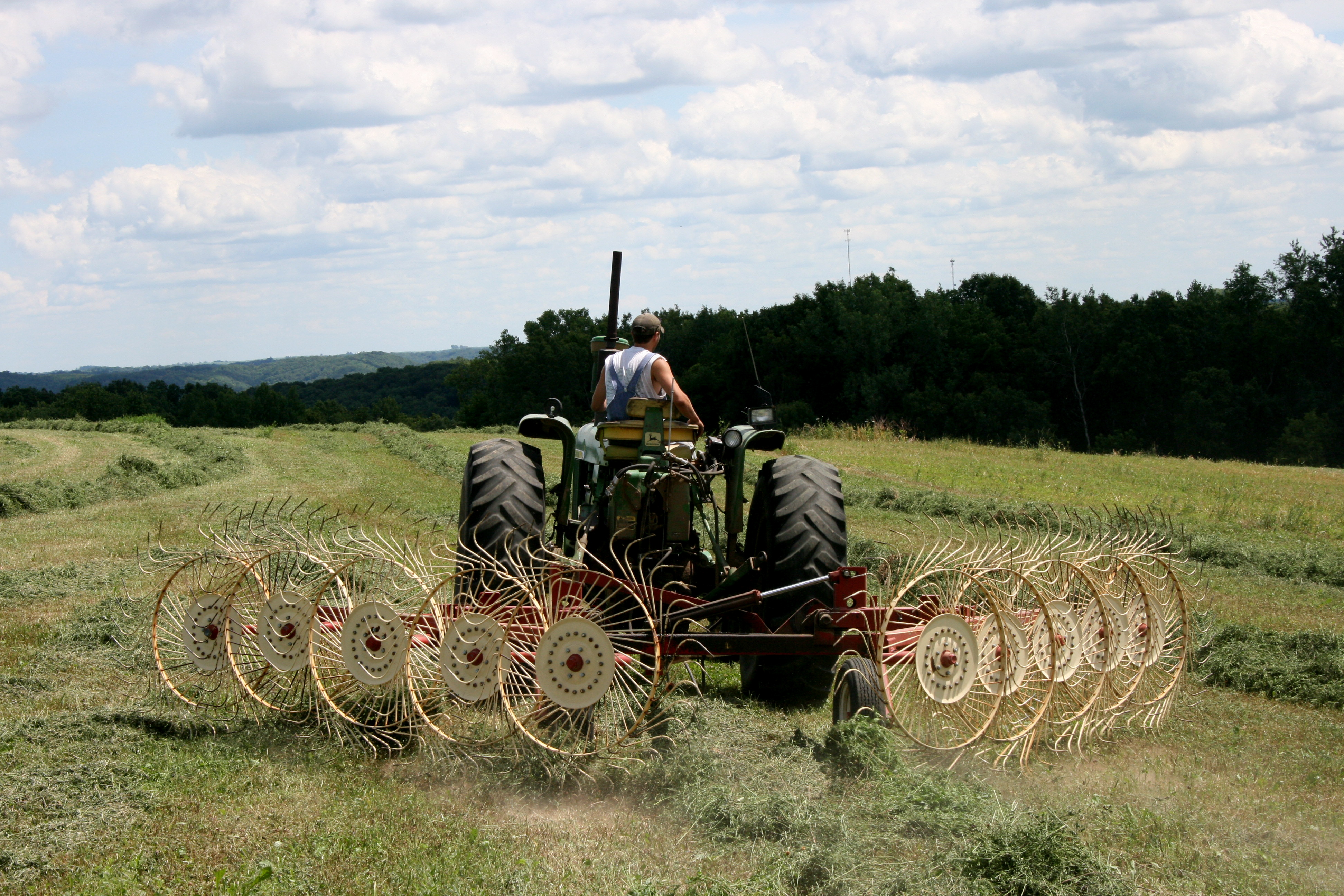
یک تراکتور با چنگک چرخ ستاره‌ای ۱۰-چرخه یک ردیف کلش را درست می‌کند. ویسکانسین، ایالات متحده آمریکا

شن‌کش یونجه یا چنگک یونجه (به انگلیسی: Hay rake) یک شن‌کش کشاورزی است که برای جمع‌آوری یونجه یا کاه بریده‌شده در ردیف‌های کلش برای برداشتن در مرحله بعدی استفاده می‌شود (مثلاً توسط یک بسته‌بند یا واگن لودر). همچنین برای پف کردن یونجه و برگرداندن آن به گونه‌ای طراحی شده‌است که خشک شود. برای محافظت از یونجه در برابر شبنم صبحگاهی نیز در عصر از آن استفاده می‌شود. روز بعد از تدر برای پخش مجدد آن استفاده می‌شود تا یونجه زودتر خشک شود.